# Andrej Simonov
Andrej Dmitrijevič Simonov (29. června 1966 – 30. dubna 2022) byl ruský generálmajor. Sloužil jako velitel jednotky pro elektronický boj. Dne 30. dubna 2022 ukrajinské pozemní síly potvrdily zabití generála během dělostřeleckého útoku.

## Život
Narodil se 29. června 1966 v Baranovce v Kirovské oblasti, přibližně 400 km od města Perm. V roce 1987 absolvoval studium na tomské vojenské škole. Poté nastoupil k jednotkám elektronického boje. V roce 2000 absolvoval Frunzeho vojenskou akademii a stal se velitelem Sibiřského vojenského okresu. V roce 2016 byl povýšen na generálmajora.
Dne 30. dubna 2022 ozbrojené síly Ukrajiny provedly útok pomocí raket Grad. Útok byl veden proti stanovišti velení 2. armády u Izjumi. Rusko nepotvrdilo smrt velitele, ale dle ukrajinských vojenských představitelů byl během útoku zabit. Dle NYT a The Times of Israel měl být cílem útoku Valerij Gerasimov.  